# Heliconia cucullata
Heliconia cucullata är en enhjärtbladig växtart som beskrevs av Walter John Emil Kress och Bengt Lennart Andersson. Heliconia cucullata ingår i släktet Heliconia och familjen Heliconiaceae. Inga underarter finns listade.